# Lodnerspitze
De Lodnerspitze of Lodner (Italiaans: Cima Fiammante) is een 3219 meter hoge berg in de Texelgroep in de Ötztaler Alpen in het Italiaanse Zuid-Tirol.

## Ligging
De Lodnerspitze ligt hemelsbreed ongeveer zes kilometer ten noordoosten van Partschins (Parcines, 681 meter) aan de ingang van het Zieltal, een zijdal van de Vinschgau en vijftien kilometer ten zuiden van Obergurgl (gemeente Sölden) in het Oostenrijkse Gurgler Tal. Aan de noordwestelijke zijde is de Lodnerferner gelegen. Hierover voerde in 1872 ook de eerste beklimming van de berg. In het noordoosten ligt de Adelsferner. Het ijsveld op de oostflank heeft geen naam. Buurtoppen van de Lodnerspitze zijn de 3278 meter hoge Hohe Weiße (Cima Bianca Grande) in het noorden en de 3037 meter hoge Lazinser Rötelspitze (Cima Rosa) in het zuiden.

## Geologie
De Lodner behoort geologisch gezien tot de Schneeberger Zug, een grijze, mineraalrijke schistzone, die zich vanaf de westrand van de Texelgroep tot aan Sterzing uitstrekt. Het bijzondere van de Lodner is zijn uit licht marmer (door druk en hitte ontstaan uit kalksteen) opgebouwde bergopbouw, dat afgewisseld wordt door gneis en granaatschist.

## Beklimming
De route van de eerste beklimming van de Lodnerspitze begint in het Etschtal in noordelijke richting door het Zieltal richting Lodnerferner. Van daar gaat het in zuidoostelijke richting over de tot 40° steile gletsjer als bergtocht over de noordwestelijke flank en de noordgraat in een lichte tot matig zware klimtocht (UIAA I-II) naar de top. Steunpunt voor deze klimtocht is de op 2259 meter hoogte gelegen Lodnerhütte (Rifugio Cima Fiammante). Vanaf deze hut bedraagt de tocht naar de top ongeveer 3½ uur. Andere tochten naar de top voeren over de noordwestelijke, zuidelijke en oostelijke graat in deels zware klimtochten (UIAA II-IV).